# Torre Monumental
La Torre Monumental (antigua Torre de los Ingleses) es un monumento situado en el barrio de Retiro, en Buenos Aires. Situada en la plaza Fuerza Aérea Argentina (antigua plaza Británica) junto a la calle San Martín y la avenida del Libertador. Fue construida por residentes británicos en la ciudad para conmemorar el centenario de la Revolución de Mayo.
Tras la guerra de las Malvinas en 1982, la Torre de los Ingleses fue rebautizada con su nombre original "Torre Monumental", aunque algunos ciudadanos siguen refiriéndose a ella con el nombre Torre de los Ingleses.

## Historia

Boceto preliminar del frente principal.

El Congreso Nacional aceptó a través del dictado de la Ley N.º 6368 del 18 de septiembre de 1909 el ofrecimiento de los residentes británicos de levantar una columna monumental, con motivo del centenario de la Revolución de Mayo.
En 1910 fueron expuestos los proyectos en el Salón del Bon Marché, actual Galerías Pacífico. El ganador por sistema de concursos fue el arquitecto británico sir Ambrose Macdonald Poynter (1867–1923), nieto del fundador del Royal Institute of British Architects.
La torre fue considerada en un principio como un monumento conmemorativo del Centenario de Mayo en forma de columna, aunque finalmente adquirió la forma de torre.
La construcción estuvo a cargo de la empresa Hopkins y Gardom. Casi todo el material para la edificación: cemento, piedras Portland, ladrillos del tipo Leicester, el carrillón, las campanas y el reloj fueron traídos desde Inglaterra. Lo mismo ocurrió con el personal técnico encargado de la construcción.
Debido a la muerte de Eduardo VII el 6 de mayo de 1910, Reino Unido de Gran Bretaña e Irlanda no envió su delegación a las fiestas del Centenario, por lo que la colocación de la piedra fundamental recién se realizó el 26 de noviembre.
La inauguración se realizó el 24 de mayo de 1916. La demora se debió, por un lado, a la Primera Guerra Mundial, y por otro, a que la compañía de gas que estaba instalada en la plaza recién desocupó el lugar en 1912. En la ceremonia estuvieron presentes el presidente Victorino de la Plaza y el ministro plenipotenciario inglés Reginald Tower.

## Descripción

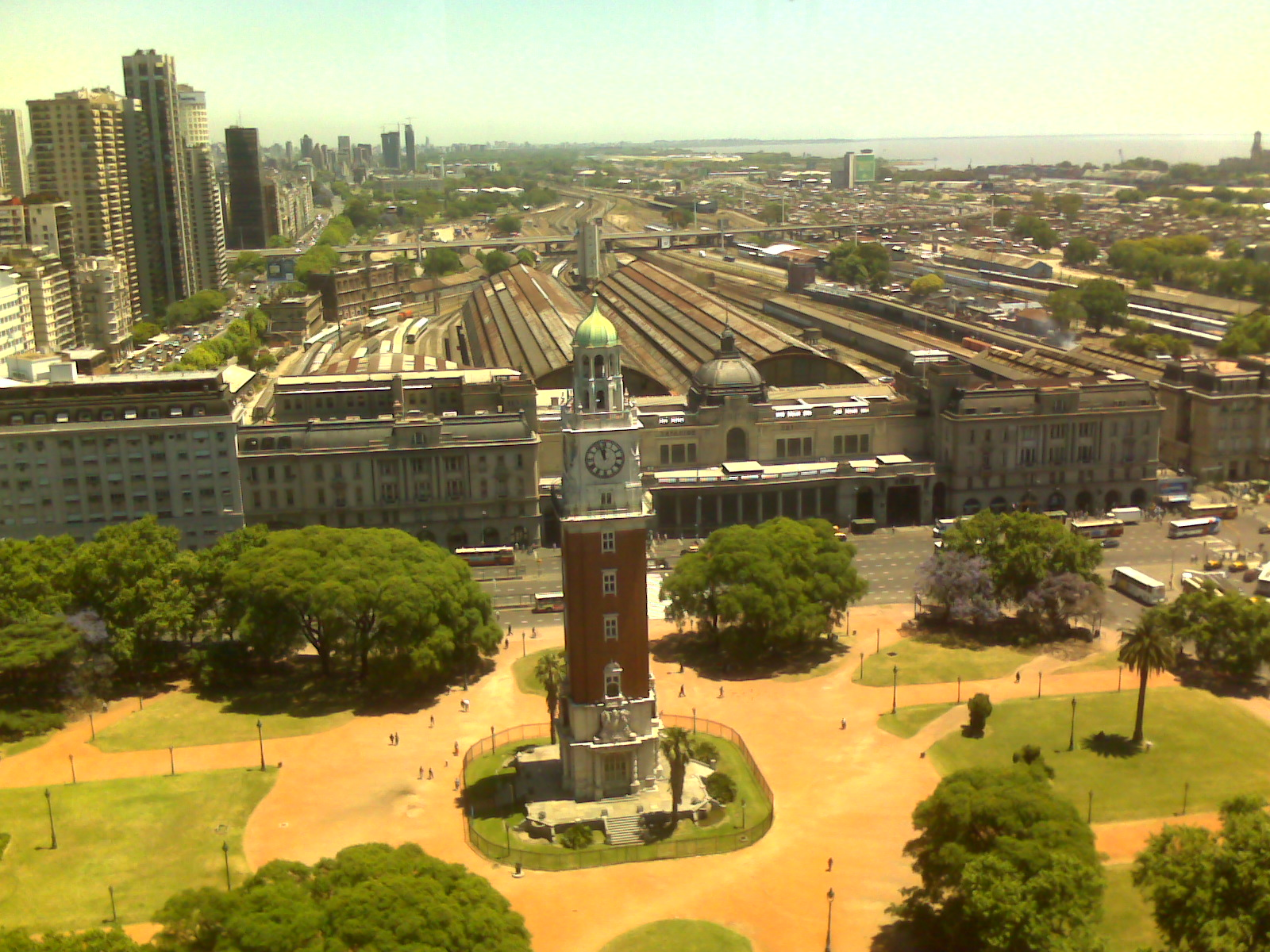
Torre Monumental en la plaza Fuerza Aérea Argentina con la Estación Retiro Mitre en el fondo.

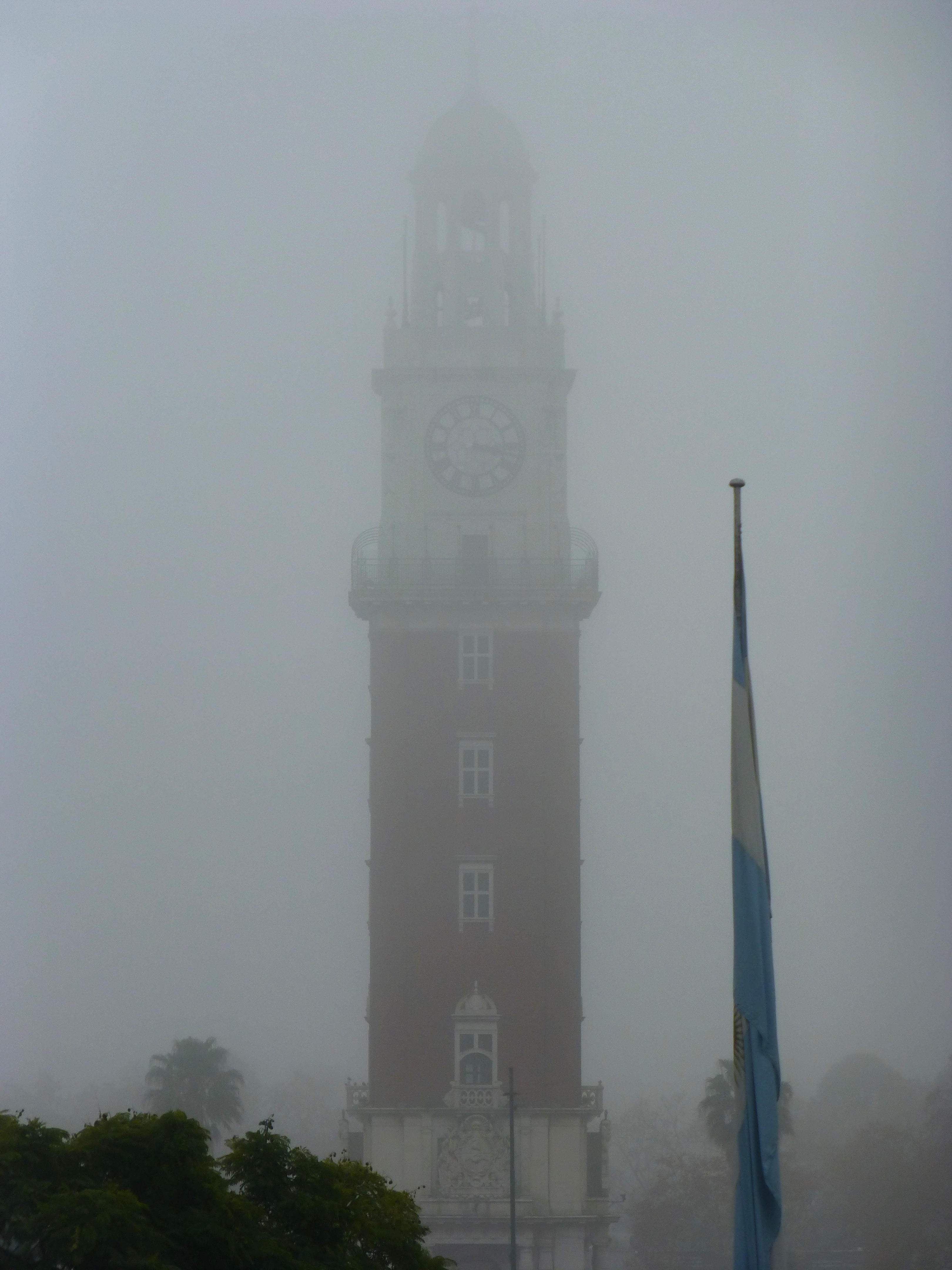
La torre, vista desde la Plaza San Martín, durante un día con intensa neblina.

De estilo palladiano según la tendencia imperante a fines del siglo XVI en Gran Bretaña, se halla emplazada sobre una plataforma con cuatro escaleras de acceso. Sobre la entrada principal que mira al oeste, y sobre las demás caras de la edificación, existe un friso donde se alternan triglifos y metopas ornamentadas con soles y diferentes emblemas del Imperio Británico. Entre otras, pueden reconocerse la flor del cardo que representa a Escocia, la rosa de la Casa de Tudor que es el símbolo de Inglaterra, el dragón rojo de Gales y el trébol de Irlanda. 
La altura de la torre es de 59 metros y tiene ocho pisos, para su construcción se utilizaron 55 mil ladrillos rojos y piedra labrada. A los 45 metros se encuentra el reloj que fue fabricado por la firma Gillett & Johnston de Croydon, Inglaterra. El funcionamiento de la maquinaria es a péndulo y pesas. Sobre los cuadrantes se hallan cinco campanas de bronce, la mayor de las cuales pesa cerca de siete toneladas, mientras que el carillón que marca los cuartos de hora imita los acordes del Big Ben de la abadía de Westminster, y pesa unas 3 toneladas. Fue puesto en funcionamiento en 1910 por los relojeros argentinos Rodolfo Kopp y Nicanor Insúa, y cuenta con cuatro cuadrantes de 4,4 metros de diámetro, cada uno de los cuales estaba realizado en opalina inglesa, pero hoy día están reemplazadas debido a atentados sufridos durante la guerra de las Malvinas.
La torre está coronada por una cúpula de forma octogonal cubierta de láminas de cobre y cabriadas de acero sobre cuya cima gira una veleta que representa una fragata de tres mástiles de la época isabelina.
Sobre la puerta de entrada se encuentran los escudos de Argentina y el Reino Unido, y una frase que dice «Al gran pueblo argentino, los residentes británicos, salud. 25 de mayo 1810-1910». 
Durante la Guerra de Malvinas en 1982 un grupo de manifestantes arremetió contra la torre, destrozando las columnas de alumbrado de su base, balaustradas, escaleras, fuentes ornamentales de granito, y produciendo incendios.

### Años recientes

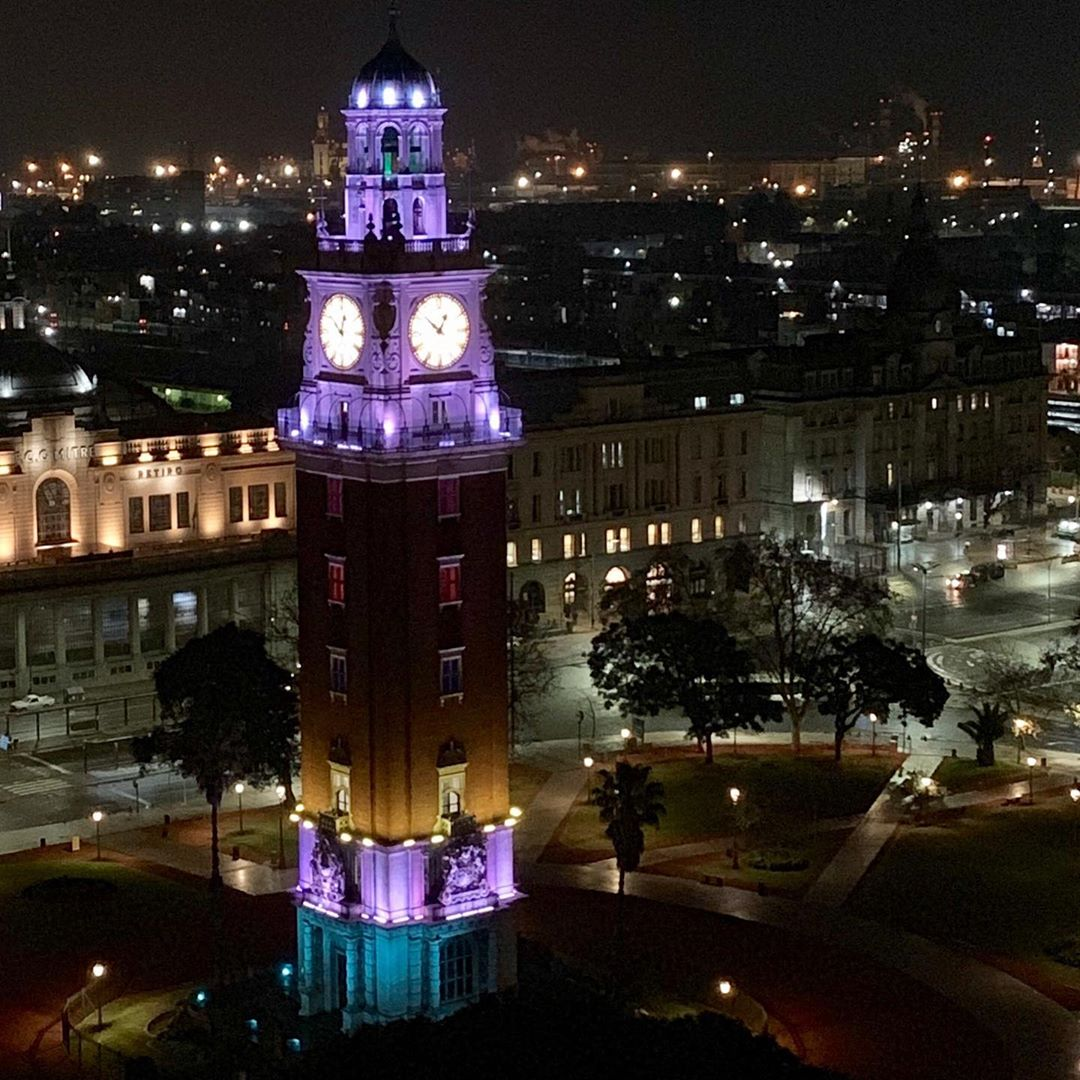
De noche

Durante la gestión en la jefatura de gobierno de la ciudad de Fernando de la Rúa se realizó una restauración general del monumento, que se hallaba en un estado de evidente deterioro y se volvió a habilitar el acceso al público. Los destrozos de 1982 no fueron reparados salvo los de la puerta principal.
Un moderno ascensor vidriado, que hace uso de la maquinaria inglesa original, lleva hasta el sexto piso, en donde hay una pequeña exposición de elementos del antiguo ascensor. Desde el mirador ubicado en este piso se puede apreciar la zona de Retiro, la terminal ferroviaria y el Puerto de Buenos Aires. Desde ese lugar es posible ver también el péndulo del reloj de la torre, ubicado en el séptimo piso.
En la actualidad la Torre Monumental se encuentra bajo la órbita de la Gerencia Operativa Patrimonio, dependiente de la Dirección de Patrimonio, Museos y Casco Histórico. Se encuentra abierta para su visita.